# Colonne d'air (instruments à vent)
Pour l’article homonyme, voir Colonne d'air (atmosphère).
La colonne d'air est le volume d'air, premièrement emmagasiné dans les poumons, deuxièmement mis en pression à l'aide du diaphragme (muscle ventral) et des muscles de la sangle abdominale (grand droit de l'abdomen et obliques interne et externe de l'abdomen), troisièmement géré par les lèvres ou la langue (organe faisant office de robinet) formant l'embouchure (en y incluant la maîtrise de la cavité buccale, du pharynx et du larynx), enfin poussé (en débit et vitesse) dans un instrument de musique à vent créant ainsi des vibrations (excitateur). Ces vibrations sont à une ou plusieurs fréquences en relation avec la note entendue, et correspondent à un régime de résonance.

## Description
Il est fondamental de conserver pendant plusieurs secondes la colonne d'air et de moduler les débits et vitesses afin de créer des sons harmonieux, justes et précis. 
On peut diviser cette colonne d'air en trois sections à savoir :
- La première est celle dans le corps humain et concerne tous les organes et muscles permettant de conserver une quantité importante d'air, de créer une pression suffisante et de gérer les débits sur une grande longueur temporelle (jusqu'à un minute après des entrainements)
- La deuxième est la gestion dans l'organe de régulation, que ce soit lors de l'inspiration pour bien remplir les poumons contrôlée vers le diaphragme, et lors des expirations en maintenant un flux d’air régulier et en utilisant la langue ou les lèvres (pour les articulations).
- La troisième section se trouve dans le corps de l'instrument, créant ainsi le son régulé par les trous et pistons ouverts ou fermés par les doigts du musicien[1].

Le principe du jeu musical repose parfois sur l'exploitation des modes harmoniques. Mais toutes les notes n'étant pas accessibles ainsi, il faut modifier la géométrie de la colonne d'air. Deux méthodes principales se dégagent alors : utiliser une batterie de tuyaux de dimensions différentes, comme dans l'orgue ou la flûte de Pan ; ou faire varier la géométrie de l'instrument soit par des trous ouverts et bouchés (comme sur la flûte à bec, l'ocarina, le saxophone ou la clarinette…), soit par un allongement du conduit, continu dans le cas du trombone à coulisse ou discret dans le cas des cuivres à pistons.
Sur certains instruments, la clarinette par exemple, il faut également changer la physionomie de la bouche (ouverture de la gorge, pression de la mâchoire, hauteur de la langue, position des lèvres) afin d'accéder aux notes.
Pour les changements de registre plus facile, il faut parfois briser la colonne d'air en utilisant un doigté différent lorsqu'il s'agit d'une harmonique.